# Paľo Bielik

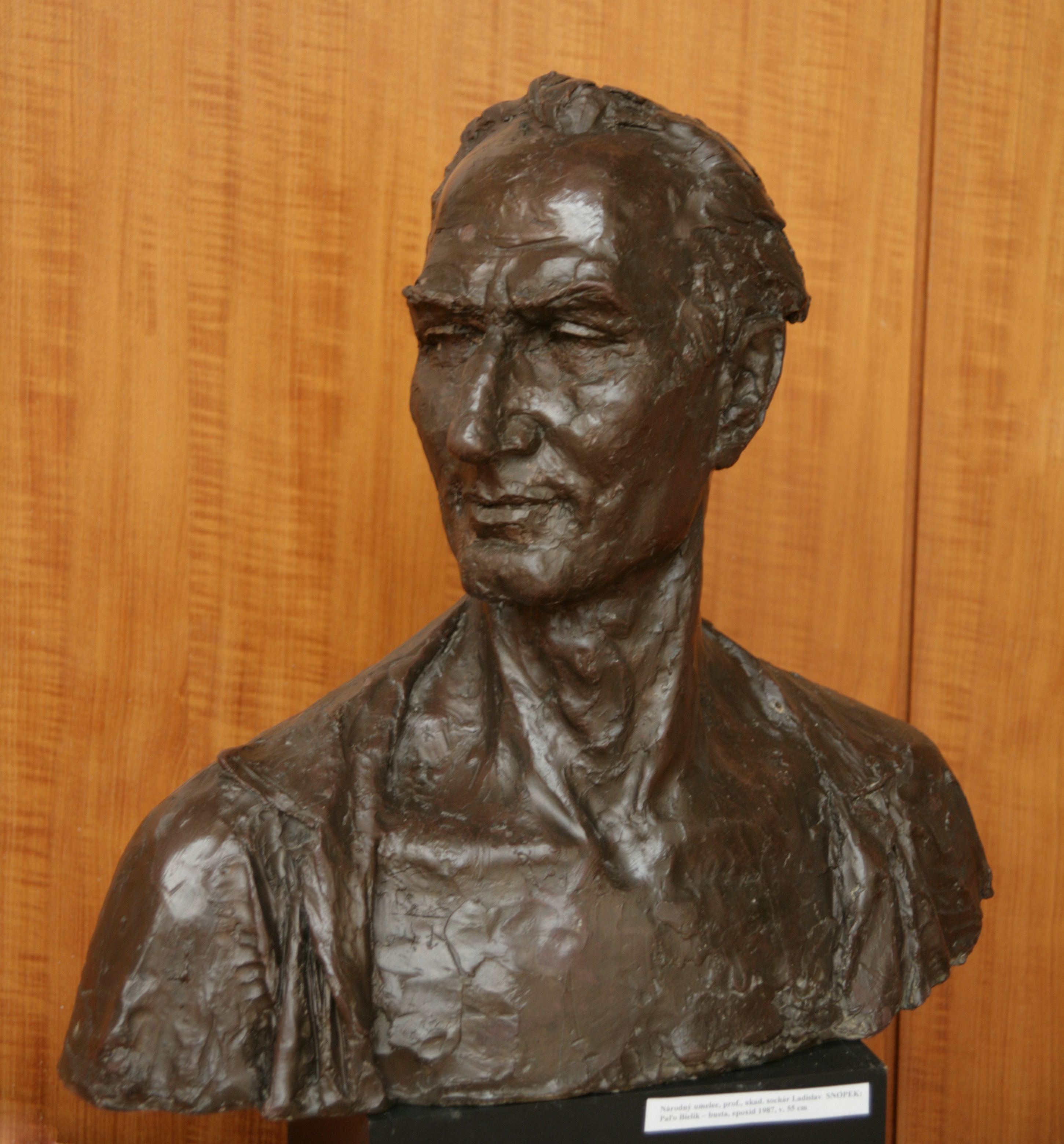
Büste Paľo Bieliks von Ladislav Snopek

Paľo Bielik, Pseudonym Ján Bukva (* 11. Dezember 1910 in Banská Bystrica-Senica; † 23. April 1983 in Bratislava) war ein slowakischer Schauspieler, Filmregisseur und Drehbuchautor. Er war der Ehemann der Schauspielerin Marta Černická-Bieliková. Er ist ein Gründungsmitglied der slowakischen Kinematographie.
Nach Besuch der Berufsschule in Banská Bystrica (1929) hatte er mehrere Arbeitsplätze als Zeichner, Mechaniker, Verkäufer und Polizist. Er spielte an einem Amateurtheater in Banská Bystrica und erhielt 1935 die Titelrolle Jánošík des gleichnamigen Films Jánošík von Jiří Mahen durch die Regisseure Karel Plicka und Martin Frič. Der Erfolg des Films brachte ihn für die Jahre 1939–1942 in das Slowakische Nationaltheater in Bratislava. Zwischen 1943 und 1945 arbeitete er als Regisseur von Kurzfilmen. Während des Slowakischen Nationalaufstands drehte er mit Karel Krška Dokumentaraufnahmen von der aufständischen Kriegsführung, die 1945 ein Dokument der Freiheit wurden. Nach 1945 war er Spielfilm-Direktor.
Im Jahr 1955 erhielt er den Titel Verdienter Künstler und 1968 den Titel Nationaler Künstler.

## Filmografie

### Schauspieler
- 1936: Liebe, Freiheit und Verrat (Jánošík)
- 1938: Die Hordubals (Hordubalové)
- 1947: Čapkovy povídky
- 1947: Lockende Ferne (Varúj…!) (auch Ko-Regie und Ko-Drehbuch)

### Regisseur
Bei fast allen Filmen auch Drehbuch bzw. Mitarbeit am Drehbuch
- 1948: Vlčie diery (auch Darsteller)
- 1950: Die Talsperre (Priehrada)
- 1952: Lazy sa pohli
- 1954: Freitag, der 13. (V piatok trinásteho)
- 1956: Nie je Adam ako Adam
- 1958: Aufstand wider den Tod (Štyridsaťštyri)
- 1959: Kapitán Dabač
- 1963: Janosik, der Held der Berge (Jánošík) (zwei Teile)
- 1966: Majster kat
- 1968: Drei Zeugen (Traja svedkovia)